# Xenarthron
Xenarthron är ett släkte av steklar. Xenarthron ingår i familjen brokparasitsteklar.
Kladogram enligt Catalogue of Life:
| Xenarthron | \| \| Xenarthron irritatus \| \| \| \| \| \| Xenarthron pectoralis \| \| \| \| |
|            | \| \| Xenarthron irritatus \| \| \| \| \| \| Xenarthron pectoralis \| \| \| \| |
|            | Xenarthron irritatus                                                           |
|            |                                                                                |
|            | Xenarthron pectoralis                                                          |
|            |                                                                                |